# 체첸어

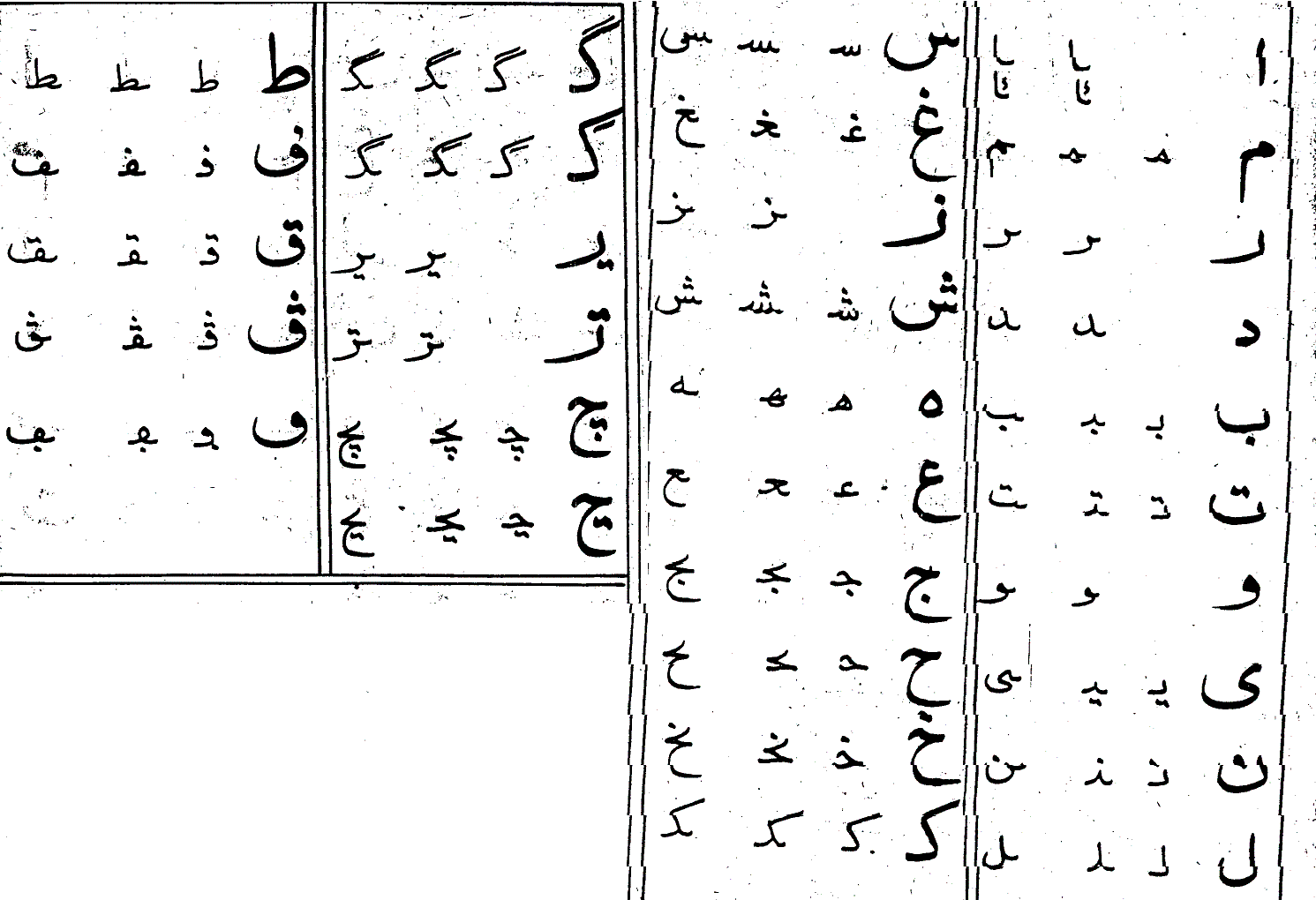

체첸어는 체첸 공화국에서 쓰이는 북동캅카스어족 나흐어파에 속하는 언어이다. 체첸 공화국에서 러시아어와 함께 공용어이다. 인구시어와는 정치적 분리 때문에 다른 언어로 보고 있을 뿐, 상호 의사소통이 가능한 방언연속체라 할 정도로 가깝다.

## 지리적 분포
2002년의 러시아 정부 센서스에 따르면 약 133만 명에 달하는 사람들이 체첸어를 말할 수 있다고 한다. 에스놀로그의 정보에 따르면 전 세계에 약 95만 명 정도의 화자가 있으며, 이중 94만 명이 러시아 영내에 있다(1989년 자료). 체첸 전쟁으로 인해 고국을 등진 재외 체첸인들의 수(체첸 디아스포라)가 러시아 영토 이외에 눈에 띄게 많은 곳은 중동의 요르단이다.

## 방언
다음의 하위방언이 존재한다.
- 플로스코스트 방언 Ploskost
- 이툼칼라(샤토이) 방언 Itumkala (Shatoi)
- 맬킨 방언 Melkhin
- 키스틴 방언 Kistin
- 체베를로이 방언 Cheberloi
- 악킨(아우흐) 방언 Akkin (Aux)

## 음운
체첸어는 다른 캅카스 언어들과 마찬가지로 아랍어나 아메리카 원주민 제어와 비슷한 다양하고 많은 수의 자음과 자음연속체를 보유하고 있다. 다른 캅카스 제어와 다른 체첸어만의 특이점은 체첸어는 대략 27개에 달하는(이중모음 포함 여부 및 방언에 따른 차이 있음) 북구제어, 독일어, 핀란드어등과 음운과 수에서 유사한 풍부한 모음체계 또한 갖고 있다는 점이다. 거의 대부분의 캅카스 제어는 풍부한 자음음소와 달리 모음 음소는 그 수가 적고 매우 빈약한 편이다. 이런 체첸어 음운의 다양함과 풍부함 때문에, 모든 음소를 정확하게 구별해 낼 수 있는 철자법 체계는 여태껏 개발되지 못했다.

### 자음
|        |          |        | 순음     | 순음 | 치경음   | 치경음 | 후치경음 | 후치경음 | 연구개음 | 구개수음 | 후두개음 | 성문음 | 성문음 |
| 평음   | 인두음화 | 평음   | 인두음화 | 평음 | 인두음화 | 평음   | 인두음화 |          | 연구개음 | 구개수음 | 후두개음 |        |        |
| ------ | -------- | ------ | -------- | ---- | -------- | ------ | -------- | -------- | -------- | -------- | -------- | ------ | ------ |
| 비음   | 비음     | 비음   | m        | mˤ   | n        | nˤ     |          |          |          |          |          |        |        |
| 파열음 | 무성음   | 연음   | pʰ       | pˤ   | tʰ       | tˤ     |          |          | kʰ       | qʰ       | ʡ        | ʔ      | (ʔˤ)   |
| 파열음 | 무성음   | 경음   | pː       | pːˤ  | tː       | tːˤ    |          |          | kː       | qː       |          |        |        |
| 파열음 | 유성음   | 유성음 | b        | bˤ   | d        | dˤ     |          |          | ɡ        |          |          |        |        |
| 파열음 | 방출음   | 방출음 | pʼ       |      | tʼ       |        |          |          | kʼ       | qʼ       |          |        |        |
| 파찰음 | 무성음   | 연음   |          |      | tsʰ      | tsˤ    | tʃʰ      | tʃˤ      |          |          |          |        |        |
| 파찰음 | 무성음   | 경음   |          |      | tsː      | tsːˤ   | tʃː      | tʃːˤ     |          |          |          |        |        |
| 파찰음 | 유성음   | 유성음 |          |      | dz       | dzˤ    | dʒ       | dʒˤ      |          |          |          |        |        |
| 파찰음 | 방출음   | 방출음 |          |      | tsʼ      |        | tʃʼ      |          |          |          |          |        |        |
| 마찰음 | 무성음   | 무성음 | (f)      |      | s        | sˤ     | ʃ        | ʃˤ       | x        | x        | ʜ        | h      |        |
| 마찰음 | 유성음   | 유성음 | (v)      |      | z        | zˤ     | ʒ        | ʒˤ       | ɣ        | ɣ        |          |        |        |
| R음    | 무성음   | 무성음 |          |      | r̥        |        |          |          |          |          |          |        |        |
| R음    | 유성음   | 유성음 |          |      | r        | rˤ     |          |          |          |          |          |        |        |
| 접근음 | 접근음   | 접근음 | w (ɥ)    | wˤ   | l        | lˤ     | j        |          |          |          |          |        |        |

### 모음
|             | 전설 모음 | 전설 모음 | 후설 모음~ 중설 모음 |
| 비원순 모음 | 원순 모음 |           | 후설 모음~ 중설 모음 |
| ----------- | --------- | --------- | -------------------- |
| 고모음      | ɪ iː      | ʏ yː      | ʊ uː                 |
| 중모음      | e̞ e̞ː      | ø̞ ø̞ː      | o̞ o̞ː                 |
| 저모음      | (æ) (æː)  |           | ə ɑː                 |
| 이중 모음   | je ie     | ɥø yø     | wo uo                |

## 문법
타동사문과 자동사문의 행위자가 구분되는 능격 언어이다. 명사는 6종류의 분류체계(명사 클래스, 문법 성)를 가지며, 다양한 격을 가지고 있다. 동사는 성과 격에 따라 변화하나, 유럽언어와 같이 수에는 영향을 받지 않으며, 시제에 따른 변형과 분사형만 구분한다. 체첸어는 사전편찬자의 골머리를 썩힐 조어규칙을 가지고 있는데, 보통
신조어를 만드는 데 많이 쓰이는 접사첨가나 합성 대신 구를 그대로 고정시켜 사용하는 방식을 취한다.

## 어휘
주변 민족들과의 접촉으로 러시아어, 쿠미크어(다게스탄의 투르크계 언어)에서 많은 어휘를 차용하였고, 종교적인 이유로 아랍어에서도 상당수의 차용어가 있다. 그 밖에 페르시아어, 조지아어 등에서도 차용된 어휘가 있다.

## 철자법
체첸어의 표기에는 체첸식 변형 아랍문자를 사용했으나, 문어로서는 충분히 쓰이지 않았다. 러시아 10월 혁명 이후, 1923년에서 1933년 사이에 로마자를 사용하였으나, 스탈린에 의한 키릴문자 강제에 의하여 키릴 문자로 바뀌었다. 1992년에 1923년식 로마자 표기법과 다른 새로운 로마자 표기법이 다시 채용되었다.
Аа Аьаь Бб Вв Гг ГӀгӀ Дд Ее Ёё Жж Зз Ии Йй Кк Кхкх Къкъ КӀкӀ Лл Мм Нн Оо Оьоь Пп ПӀпӀ Рр Сс Тт ТӀтӀ Уу Уьуь Фф Хх Хьхь ХӀхӀ Цц ЦӀцӀ Чч ЧӀчӀ Шш Щщ ъ ы ь Ээ Юю Юьюь Яя Яьяь Ӏ